# Veselin Maslesa
Veselin Maslesa (Banja Luka, 20 de abril de 1906-Tjentište , municipio de Foča, 14 de junio de 1943) fue un escritor, activista comunista y partisano yugoslavo.

## Trayectoria
Veselin Maslesa nació en una familia serbobosnia en Banja Luka, Bosnia y Herzegovina, entonces ocupada por Austrohungría, donde terminó la escuela primaria y media superior. Posteriormente estudió derecho en la Universidad de Zagreb, economía en Frankfurt y luego economía política y sociología en París .
En 1927 fue arrestado por primera vez por sus ideas comunistas. Entre 1928 y 1939 fue arrestado y puesto en libertad en varias ocasiones, lo que finalmente le obligó a pasar a la clandestinidad. Al comienzo de la Segunda Guerra Mundial en Yugoslavia en 1941, él se encontraba en Montenegro, donde se unió a los partisanos. Maslesa murió durante un intento de fuga a través de las líneas enemigas durante la ofensiva del Eje en la Batalla del Sutjeska en el verano de 1943.

## Publicaciones
Su primera obra publicada fue en la revista Nova literatura en 1928. También publicó obras en las revistas Književnik, Stožer, Danas y Naša stvarnost. 
Escribió dos grandes estudios que fueron publicados más tarde en 1945:
- 1906-1943., Masleša, Veselin, (1990). Mlada Bosna. Veselin Masleša. ISBN 86-21-00419-4. OCLC 32502885. Consultado el 31 de agosto de 2022.
- 1906-1943., Маслеша, Веселин, (1946). Светозар Марковић : студија. Kultura. OCLC 38649585. Consultado el 31 de agosto de 2022.

## Honores y distinciones

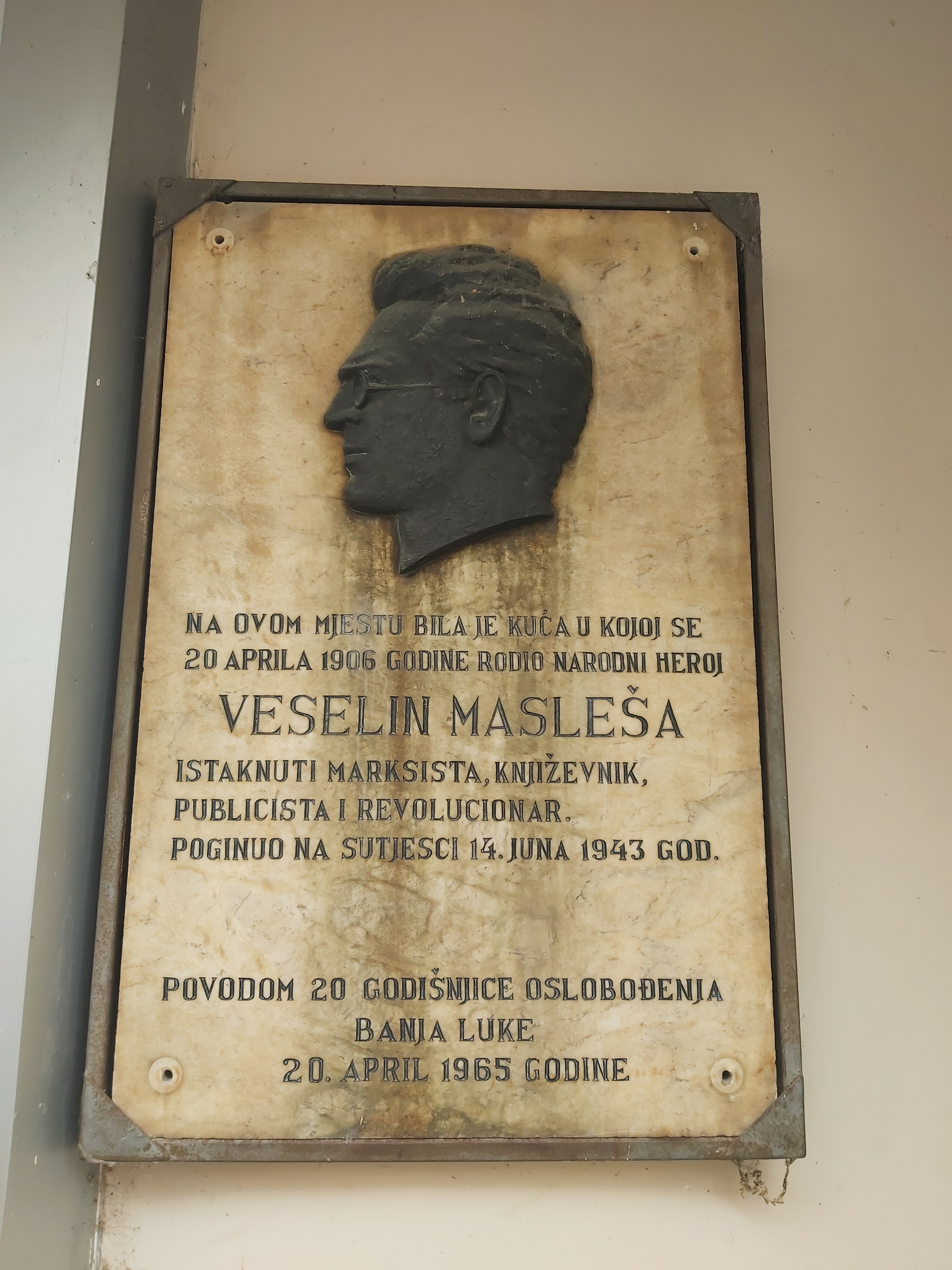
Placa conmemorativa de Veselin Maslesa en Bania Luka.

- El 20 de diciembre de 1951 se le concedió el título póstumo de Héroe del Pueblo de Yugoslavia.
- Una casa editorial con sede en Sarajevo utilizó su nombre, pero fue cambiado más tarde a Sarajevo Publishing.
- El premio al logro científico de la República Socialista de Bosnia y Herzegovina también recibió su nombre.
- En su honor, en Bania Luka, existe una calle peatonal que lleva su nombre.[3]